# أندي نيلسون (لاعب كرة قاعدة)
أندي نيلسون (بالإنجليزية: Andy Nelson)‏ هو لاعب كرة قاعدة أمريكي، (ولد في سانت بول في الولايات المتحدة 1884  م).

## وصلات خارجية
- أندي نيلسون على موقعبيزبول رفرنس.كوم (الدوري الرئيسي) (الإنجليزية)
- أندي نيلسون على موقعبيزبول رفرنس.كوم (الدوري الثانوي) (الإنجليزية)
- أندي نيلسون على موقع جمعية أبحاث البيسبول الأمريكية (الإنجليزية)